# Marcelo Mabilia
Marcelo Mabilia (ur. 31 października 1972) – brazylijski piłkarz występujący na pozycji napastnika.

## Kariera piłkarska
Od 1991 do 2004 roku występował w Grêmio, SC Internacional, Mogi Mirim, Fluminense FC, Ypiranga, Tubarão, Criciúma, Júbilo Iwata, EC Juventude, Guarani FC, Coritiba, Figueirense, Náutico i Ulbra.